# Daniel Nitt
 (octobre 2014).
Daniel Mario Nitt, né le 29 octobre 1981 à Pegnitz, est un auteur-compositeur-interprète et producteur allemand. Il vit à Berlin, en Allemagne.

## Parolier et compositeur de bandes originales
Daniel Nitt coécrit 不只有緣 (Lucky In Love) avec Roxanne Seeman pour Jacky Cheung, chanteur pop numéro 1 en Chine.
不只有緣 (Lucky In Love) apparaît dans les crédits du générique de fin du film Crossing Hennessy, film Hong-Kongais produit par William Kong. Crossing Hennessy met en avant Tang Wei (Lust, Caution)et Jacky Cheung. Le film est sélectionné pour l'ouverture du 34e festival international du film de Hong Kong le 21 mars 2010.
不只有緣 (Lucky In Love) est inclus dans l'album de J.Cheung Private Corner, devenu disque de platine en moins d'une semaine.
Il co-compose et co-produit les partitions des bandes originales du nouveau Blockbuster allemand de Til Schweiger : Zweiohrküken (Rabbits Without Ears 2) accompagné de Dirk Reichardt et Mirko Schaffer. 
Nitt, Reichardt et Schaffer écrivent la chanson originale, Sleepless, sur laquelle Daniel Nitt joue. La chanson devient disque d'or.